# 그툭
그툭(인도네시아어: getuk, 자와어: gethuk)은 인도네시아의 달콤한 카사바 간식이다. 쿠에의 일종이며, 쿠에 그툭(인도네시아어: kue getuk)으로도 부른다.

## 종류
- 그툭 싱콩(getuk singkong): "카사바 그툭"이라는 뜻이다. 카사바는 껍질을 벗겨서 쪄 익힌 다음, 야자당을 넣어 찧는다. 찧은 카사바 반죽을 틀에 넣고 눌러 모양을 잡은 뒤, 썰어서 코코넛 과육을 갈아 찐 것을 곁들여 낸다.
- 그툭 린드리(getuk lindri): 카사바는 껍질을 벗겨서 쪄 익힌 다음, 설탕과 바닐라를 넣어 으깬다. 으깬 카사바에 마가린을 넣고 치대 반죽한 뒤, 식용 색소를 넣어 여러 가지 색을 낸다. 반죽은 얇게 펴서 줄무늬를 내고, 여러 겹으로 쌓은 다음 네모낳게 썬다. 코코넛 과육을 갈아 찐 것을 곁들여 낸다.

## 사진

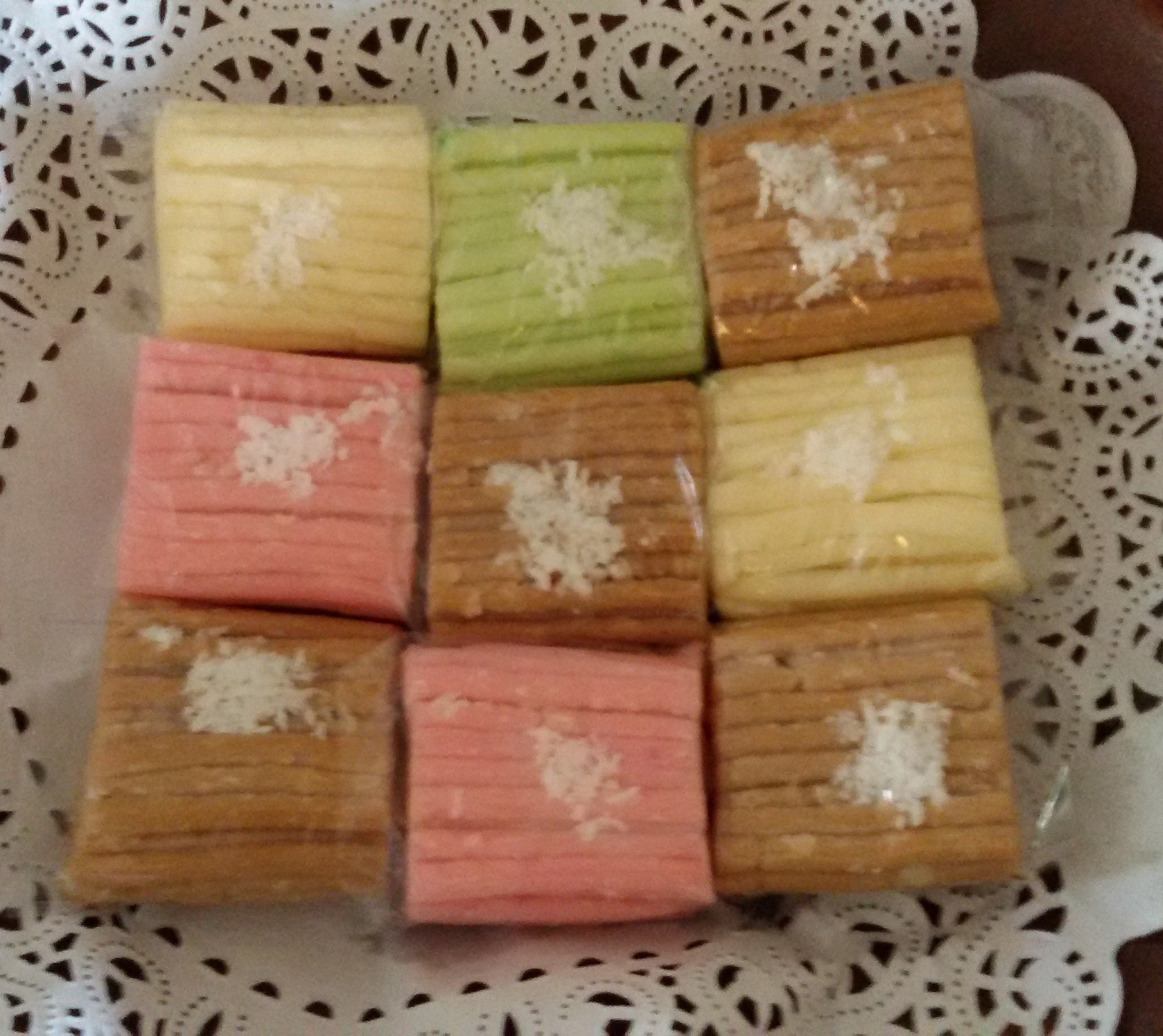
그툭 린드리

## 같이 보기
- 그툭 고렝
- 그툭 페로
- 그툭 피상